# جورینا ماتسویی
matsui_jurina
| signature = SKE48_Jurina_Matsui's_signature_20140527.jpg
}}
جورینا ماتسویی (انگلیسی: Jurina Matsui؛ زادهٔ ۸ مارس ۱۹۹۷) موسیقی‌دان اهل ژاپن است.